# Bruno Munari

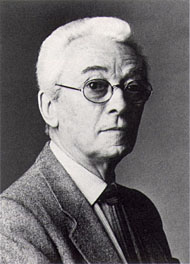
Bruno Munari

Bruno Munari (* 24. Oktober 1907 in Mailand, Italien; † 30. September 1998 ebenda) war ein vielseitiger italienischer Künstler. Er war als Maler, Grafiker und Grafikdesigner, auch für Gebrauchsgrafik tätig. Er war ebenfalls in den Bereichen der Bildhauerei, Filmkunst und des Industriedesigns, auch der Literatur und Poesie künstlerisch aktiv.

## Leben und Werk
Bruno Munari wurde in Mailand geboren, verbrachte aber seine Kindheit und Jugend in Badia Polesine. Im Jahr 1925 kehrte er nach Mailand zurück und begann bei seinem Onkel, einem Ingenieur, zu arbeiten. Er studierte an der Accademia di Belle Arti di Brera in Mailand. Im Jahr 1927 begann Munari Filippo Tommaso Marinetti und der futuristischen Bewegung als Teilnehmer der zweiten Generation zu folgen und zeigte seine Arbeiten in zahlreichen Ausstellungen. Einige Arbeiten von Munari in Tempera aus dem Jahr 1932 zeigen, dass Munari die futuristische Ästhetik in seinem Werk aufgenommen hatte. Einige weitere Beispiele aus den 1930er Jahren zeigen jedoch auch eine Hinwendung zum Surrealismus.
In seiner Bildhauerei der 1930er Jahre zeigte Munari andere Einstellungen, zum Beispiel eine Hinwendung zu einer konstruktivistischen Ästhetik. Er schuf elegante Objekte aus Metall als abstrakte Formen in drei Dimensionen. Er arbeitete auch mit der Integration der Umgebung durch kinetische Aktion.
1930 begann er eine Partnerschaft mit Riccardo Castegnetti (Ricas), mit dem er als Grafik-Designer bis 1938 arbeitete.
Während einer Reise nach Paris im Jahre 1933 lernte er Louis Aragon und André Breton kennen. Von 1939 bis 1945 arbeitete er als Grafiker für Mondadori und als Art Director des Magazins Tempo.
Nach dem Zweiten Weltkrieg konzentrierte sich Munari auf Industrie-Design. Er entwarf zum Beispiel einen Wecker mit rotierenden Halb-Scheiben. Zur gleichen Zeit begann er mit der Gestaltung von Kinderbüchern, die ursprünglich für seinen Sohn Alberto vorgesehen waren. Eine Ausstellung der von ihm illustrierten Kinderbücher fand im Jahr 1952 in der Public Library von New York City statt.
Im Jahre 1948 begründete Munari, zusammen mit Gillo Dorfles, Gianni Monnet und Atanasio Soldati, die Gruppe Movimento Arte Concreta.
Ein wichtiger Bestandteil seiner Kunst war stets der Versuch mit immer neuen Materialien und verschiedener Anwendung dieser Materialien zu neuen Ausdrucksformen zu gelangen. Im Jahr 1950 erfand er ein neues Projektionsverfahren und erschuf bewegliche Plastiken. Munari begann mit Licht-Projektionen durch farbige Kunststoffe zum experimentieren. Er schuf Kompositionen für eine Farblichttherapie. Die Verwendung von polarisiertem Licht, speziellen Objektiven und eine Motorisierung ermöglichte es ihm, komplexe und variable Ergebnisse zu schaffen und führten zu der Produktion seines ersten farbigen Licht-Films "I colori della luce" im Jahr 1963 mit elektronischer Musik.
Bruno Munari war Teilnehmer der Biennale von Venedig in den Jahren 1962 und 1970. Er verwendete erstmals Fotokopierer auf Ausstellungen zur öffentlichen Verbreitung seiner Auffassung von visueller Kommunikation. Er war Teilnehmer der documenta III 1964 in Kassel in der Abteilung Grafik und auch der 4. documenta im Jahr 1968 in der Abteilung Skulptur, wo er filigrane Objekte aus Metall-Draht zeigt, die einen fast grafischen Charakter in dreidimensionaler Ausführung hatten.
1988 wurde Munari mit einem Antonio-Feltrinelli-Preis ausgezeichnet.

## Veröffentlichungen (Auswahl)
- Design as Art. Penguin Classics, London 2008, ISBN 978-0-14103581-9.
- Munari-Maschinen. Übersetzt von Sabine Schulz, Diaphanes Verlag, Zürich 2017, ISBN               978-3-0373-4996-0.
- Bruno Munaris ABC. Meine ersten englischen Wörter. Englisch-deutsche Ausgabe, Diaphanes Verlag, Zürich 2018, ISBN               978-3-0358-0127-9.
- Fantasia. Erfindung, Kreativität und Imagination in der visuellen Kommunikation. Übersetzt von Gernot Waldner, mit einem Apparat von Jeffrey Schnapp; Sonderzahl, Wien 2023, ISBN 978-3-85449644-1.